# 新・影の軍団
『新 影の軍団シリーズ』（しん かげのぐんだんシリーズ）は、2003年・2005年の日本映画・オリジナルビデオ。主演 ： 千葉真一。全6作品のシリーズとして封切り公開、販売された。

## 解説
1980年代にテレビドラマで大人気だった『影の軍団シリーズ』の続編として製作され、初代服部半蔵とその配下である『影の軍団』が活躍する作品である。テレビドラマでも三代目服部半蔵など、初代半蔵の子孫または伊賀忍法の継承者であるその時代時代の頭領に扮した千葉真一を主人公に迎えて、時代を更に遡り天正伊賀の乱を経て豊臣秀吉の天下から大坂の陣前後迄が舞台となった。
全6作品のクレジットタイトルの表記は、
- 新 影の軍団（2003年3月22日）カラー・ビスタ・サイズ、84分。

DVDパッケージ表記は新 影の軍団 伊賀vs甲賀vs風魔
- 新 影の軍団II（2003年）カラー・ステレオ、84分。

DVDパッケージ表記は新 影の軍団 第二章
- 新 影の軍団III 地雷火（2003年9月20日）カラー・ワイド、90分。

DVDパッケージ表記は新 影の軍団 第三章 地雷火
- 新 影の軍団IV 地雷火（2003年）カラー、81分。

DVDパッケージ表記は新 影の軍団 地雷火 第四章
- 新 影の軍団V（2005年2月5日）カラー、83分。

DVDパッケージ表記は新・影の軍団 第五章 服部半蔵vs陰陽師
- 新 影の軍団VI 最終章（2005年2月6日）カラー、87分。

DVDパッケージ表記は新・影の軍団 最終章 服部半蔵最期の戦い
『新 影の軍団』と『II』、『III』と『IV』の組み合わせでストーリーがまとまり、『V』と『最終章』は独立した物語となっており、全作みな誰が敵で誰が味方か探るような展開がされていく。子孫の頭領らは江戸の町に表の稼業を持ち人情味のある一面を見せていたが、初代服部半蔵は戦国時代を生きぬいてきたため、「忍びとは外道そのもの」、「乱世こそ忍びが活躍できる舞台」とする、非情と得体の知れぬ忍者として暗中飛躍していく。軍団員も初代半蔵の教示により、非情を身につけ妥協しない一人前の忍びとして成長していく様や、九字護身法を拠り所としていることも描かれている。
千葉真一と松方弘樹が齢六十を越えているものの切れ味鋭い戦いを披露しているほか、ジャパンアクションクラブ（JAC）出身の山口祥行は吹き替え無しの殺陣やアクションをし、船木誠勝は格闘家としての迫力ある戦いを見せるなど、本シリーズの見所である忍者同士の戦いはふんだんに盛り込まれている。これら戦闘には血糊を使用し、リアルさと凄惨なシーンにしている一方で、軍団員のやり取りを一部コミカルにしているなど、コントラストな演出がされている。高野八誠や金子昇など特撮作品に出演経験のある若手俳優が多く出演しているのも特徴である。
なお、千葉真一・松方弘樹・菅原文太が同じシーンを共演した初めての作品である。

## 出演
主要キャスト
- 千葉真一 ： 初代服部半蔵
- 高野八誠 ： 妖騎
- 山口祥行 ： 疾風（はやて）
- 船木誠勝 ： 金剛丸
- 金子昇 ： 烏丸
- 松方弘樹 ： 猿飛佐助

新 影の軍団 - II
- 小野真弓 ： 菖蒲院
- 本宮泰風[2] ： 河内篠忠
- 中山弟吾朗 ： 百地三郎
- 小沢和義[3] ： 陸乃丈
- 山本昌平 ： 風魔小太郎
- 勝村美香 ： 朝露姫
- 中村愛美 ： 照手姫
- つぐみ ： 月夜姫
- やべきょうすけ ： 闘馬
- 夏山千景 ： 小萩

III 地雷火 - IV 地雷火
- 勝野洋 ： 津田天算
- 市瀬秀和 ： 京太郎
- 倉貫匡弘 ： 早雲
- 白石朋也 ： 白雲
- 唐橋充 ： 天雲
- 野村将希 ： 海老蔵
- 小沢真珠 ： おつる
- 小野真弓 ： 桔梗
- 田川恵理 ： 楓
- 夏山千景 ： 小萩
- 鈴木繭菓 ： リョウ
- 本宮泰風 ： 新吉
- やべきょうすけ ： 闘馬
- 唐渡亮 ： 雪乃丈
- 内藤武敏 ： 天海
- 山本昌平 ： 風魔小太郎
- 神山繁 ： 真田幸村

V - VI 最終章
- 竹内力 ： 赤牛丸
- 本宮泰風 ： 新吉
- 市瀬秀和 ： 京太郎
- 夏山千景 ： 小萩
- 吉野きみか ： 香蘭
- 須藤温子 ： 白糸姫
- 坂東美佳 ： 水仙
- 高見光一郎 ： 鈴の介
- 中村誠治郎 ： 安土竹成
- 石濱朗 ： 黒岩将時
- 堀田眞三 ： 曼荼羅
- 倉貫匡弘 ： 早雲
- 浅井江里名 ： 朝鮮皇妃・明妃
- 小沢和義 ： 天文党首領・山嵐
- 野村祐人 ： 朝鮮皇室警備隊・ヤン
- 菅原文太 ： 徳川家康

## スタッフ
- 製作総指揮 ： 夏山静香（シネマパラダイス）
- 監督 ： 宮坂武志・加藤文明
- 脚本 ： 友松直之・前田茂司
- 撮影 ： 宮田伸二
- 照明 ： 横山秀樹
- 録音 ： 小西進
- 音楽 ： 野島健太郎
- 製作 ： 夏山易子（シネマパラダイス）
- 企画総括 ： 千葉真一・中島仁・夏山昌一郎（シネマパラダイス）
- 企画 ： 岩崎純・小林正人・平湯謙司
- プロデューサー ： 田所幸三・夏山牧子（シネマパラダイス）・小松俊喜
- 製作協力 ： ジェネックス・楽映舎・東映京都撮影所・ジャパンアクションエンタープライズ
- 配給 ： シネマパラダイス
- 配給協力 ： ジェネックス・米津孝徳

## エピソード
高野八誠は「最終章のラストシーンで千葉さんと殺陣をするんですが、休憩中に千葉さんが後ろ回し蹴りを見せてくれて、すっごい感動しましたね。動きは昔と変わってないなって、改めてビックリさせてもらいました」と、当時64歳の千葉について語っている。高野はオファーを受けたのは撮影の1ヶ月ほど前であったが妖騎役か疾風役か決まっておらず、クランクインの一週間ほど前の衣装合わせで初対面した監督の宮坂武志がその場で決めた。高野は撮影前にアクションシーンに耐えうる体力をつけるため、トレーニングを行い一週間で体重を10キログラム増やしたが撮影中に3キログラムぐらい落ちている。
山口祥行は肩を靭帯損傷したがそのまま芝居を続け、金子昇は42℃の高熱を出し、吉野きみかは女優生命を失いかねない大怪我をしている。